# I'm Holdin' On to Love (To Save My Life)
I'm Holdin' On to Love (To Save My Life) è un singolo discografico della cantante canadese Shania Twain, pubblicato nel 2000 ed estratto dal suo terzo album in studio Come On Over.

## Tracce
1. I'm Holdin' On to Love (To Save My Life)
2. Rock This Country!